# Злата Петрович
Злата Петрович (на сръбски: Злата Петровић или Zlata Petrović) е сръбска турбофолк певица от цигански произход.

## Биография
Злата Петрович е родена в Белград на 13 юли 1962 г. Като повечето циганки, по настояване на майка си, за първи път се омъжва на 14-годишна възраст за връстника си P. J. Макар че по онова време е влюбена в известния Милан, майка ѝ не разрешава да сключи брак с него. Нещастната Злата живее с момчето само 2 месеца, след което избягва и се връща при майка си.
Не след дълго певицата сключва брак с Александър Р., с когото се запознава през 1978 г. Но и с него не живее дълго, тъй като той иск семейство, а тя – да пее по кръчми. По онова време Злата забременява и всички мислят, че бъдещото майчинство ще я накара да се промени. Но тя един ден, в който в къщи нямало никого, опакова багажа си и си тръгва. Съпругът ѝ се надявал да се върне, понеже била в 5-ия месец, но тя прави аборт.
За композитора и певец Хасан Дудич Злата винаги говори като за свой първи съпруг. Запознава ги братовчедът на Хасан певецът Шабан Шаулич. Венчаят се 10 дни преди раждането на сина им Мики, а бракът им продължава 5 години.
След 16 години тя отново застава пред олтара. Този път избраникът ѝ е Zoran Pejić Peja, по онова време популярен водещ на предаването „A što ne bi moglo“. Двамата имат син Йован. И този брак продължава само 5 години.

### Кариера
Кариерата си започва като певица по кръчмите и по сватби. През 1983 г. издава първия си албум „Дођи да ми руке грејеш“, който ѝ донася популярност. От тогава до 2008 г. има 14 издадени албума.

## Дискография

### Студийни албуми
- Dođi da mi ruke greješ (1983)
- Ljubi me još malo (1984)
- Srce će ga prepoznati (1986)
- Ti si čovek za moju dušu (1987)
- Daj mi bože malo snage (1989)
- Poludelo srce (1991)
- Učinilo vreme svoje (1993)
- Mađije (1994)
- Ljubi me još malo (1995)
- Nedelja (1996)
- Plači, moli (1997)
- Mirišeš na nju (2001)
- Zagušljivo (2004)
- Pola tri (2008)

### Компилации
- Najlepše pesme (1992)
- Ljubi me još malo (1995)
- Bravo, ti si pobedio (1996)